# Yamuna

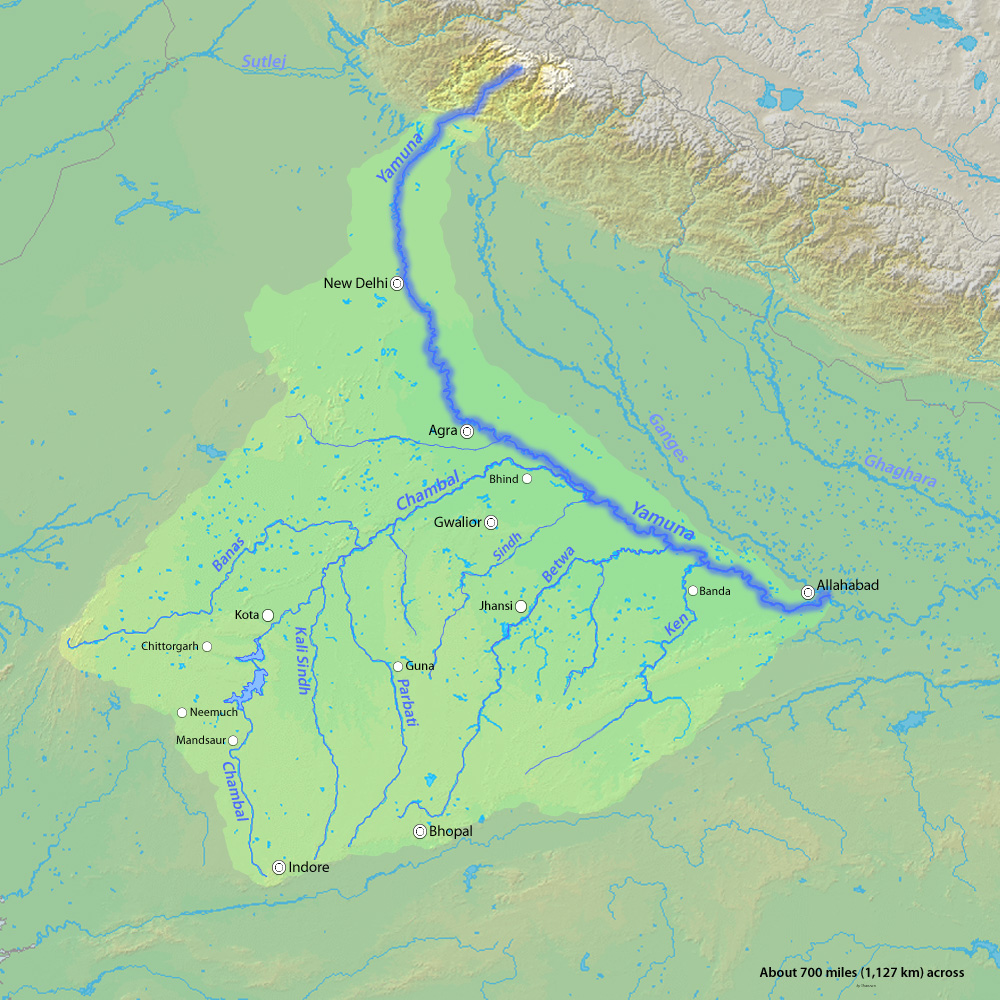
Karta

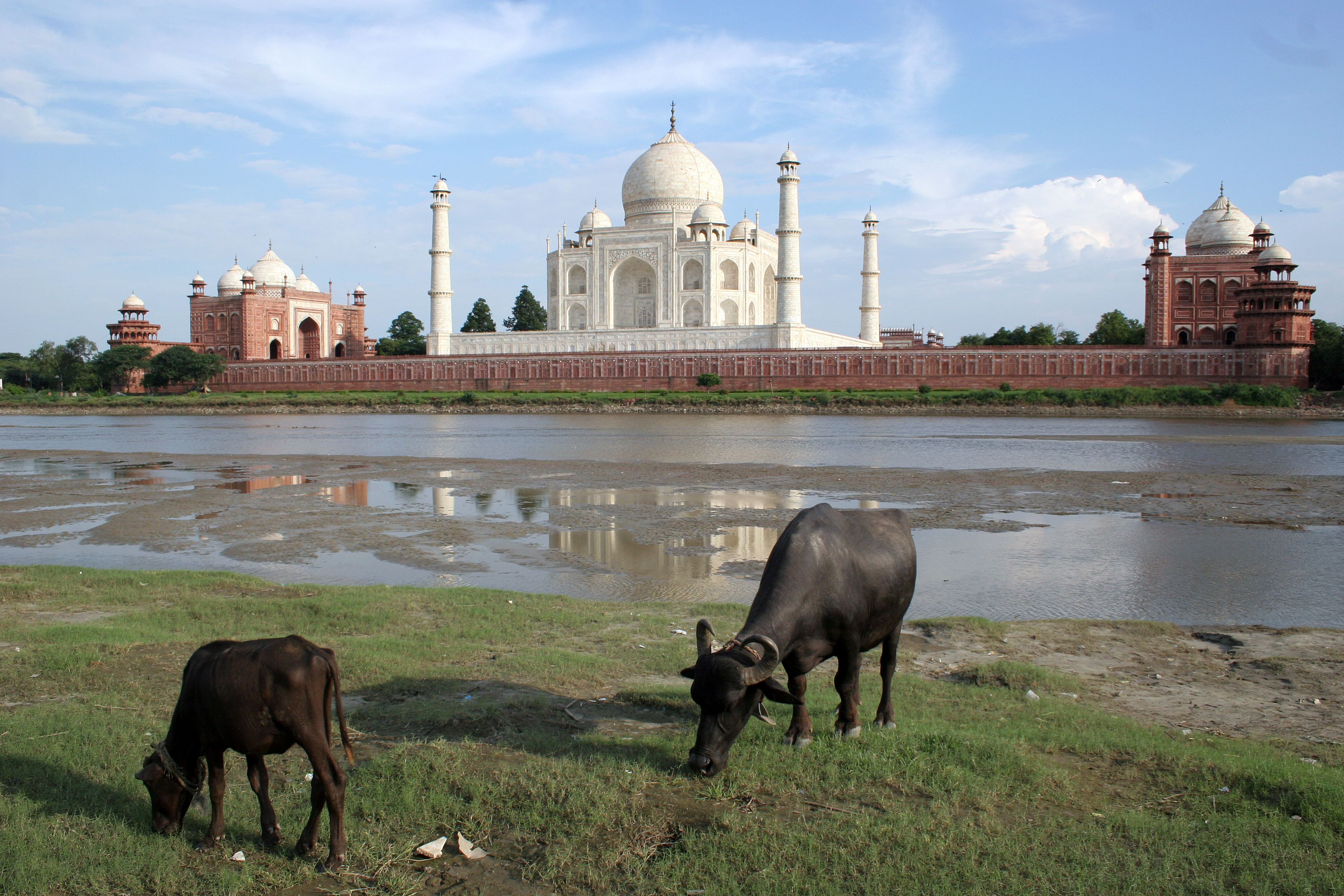
Yamuna flyter förbi Taj Mahal.

Yamuna (äldre/engelsk namnform: Jumna, uttalat /'dʒɐmnə/) är en flod i norra Indien. Den har fått sitt namn efter gudinnan Yamuna, Yamas syster och är inom hinduismen ansedd som helig. Yamuna rinner upp i Himalaya och möter Ganges vid Allahbad. Floden är 1 350 kilometer lång.  Yamuna är av stor betydelse för den indiska huvudstaden Delhi som tar 75 procent av sitt dricksvatten från floden. På senare år har dock Yamuna blivit kraftigt förorenad av industri- och hushållsavlopp.